# Mendes (Georgia)
Mendes es un lugar designado por el censo ubicado en el condado de Tattnall en el estado estadounidense de Georgia. En el año 2010 tenía una población de 122 habitantes.

## Geografía
Mendes se encuentra ubicado en las coordenadas 31°59′44″N 81°58′15″O / 31.99556, -81.97083.